# Wojciech Nietyksza

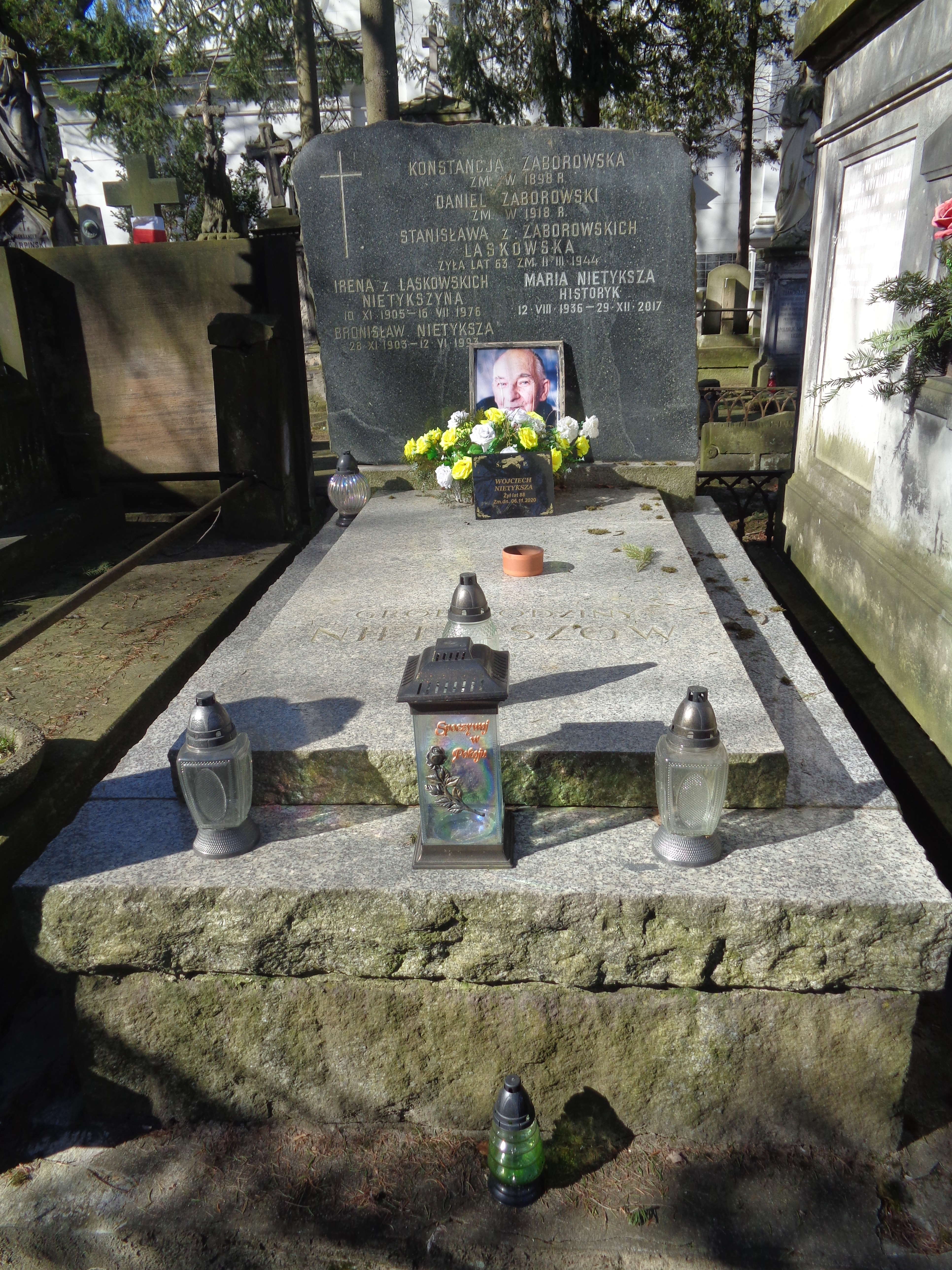
Nagrobek Wojciecha Nietykszy na cmentarzu Powązkowskim

Wojciech Nietyksza (ur. 1932, zm. 6 listopada 2020) – polski konstruktor, twórca łączności radiowej dla polskich ratowników górskich, krótkofalowiec amator SP5UX, SP5FM.

## Życiorys
Był konstruktorem i producentem radiotelefonów przenośnych „Klimek” i stacjonarnych „Wawa”. Zaprojektowane i wyprodukowane przez niego radiotelefony stanowiły podstawę pierwszej funkcjonującej łączności radiowej dla ratowników górskich w Polsce. Od 1967 był członkiem Grupy Tatrzańskiej GOPR. Z radiotelefonów Wojciecha Nietykszy korzystali również polscy himalaiści w tym uczestnicy pierwszej zimowej wyprawy na Mount Everest z 1980. Nietyksza był krótkofalowcem, posiadał znak wywoławczy SP5FM, był członkiem Honorowym Polskiego Związku Krótkofalowców (PZK). W momencie śmierci był również członkiem Komitetu Wykonawczego 1 Regionu IARU, delegatem PZK z Polski.
Za całokształt osiągnięć na arenie krajowej i międzynarodowej został uhonorowany przez IARU: Nagrodą Roya Stevensa G2BVN Memorial Trophy (1999) oraz  Nagrodą im. Michaela J. Owena VK3KI za wybitną działalność na rzecz rozwoju krótkofalarstwa (2014).
Odznaczony Brązowym i Srebrnym Krzyżem Zasługi.
Zmarł 6 listopada 2020. Został pochowany na cmentarzu Powązkowskim w Warszawie